# Comunità Montana Alta Val Trebbia

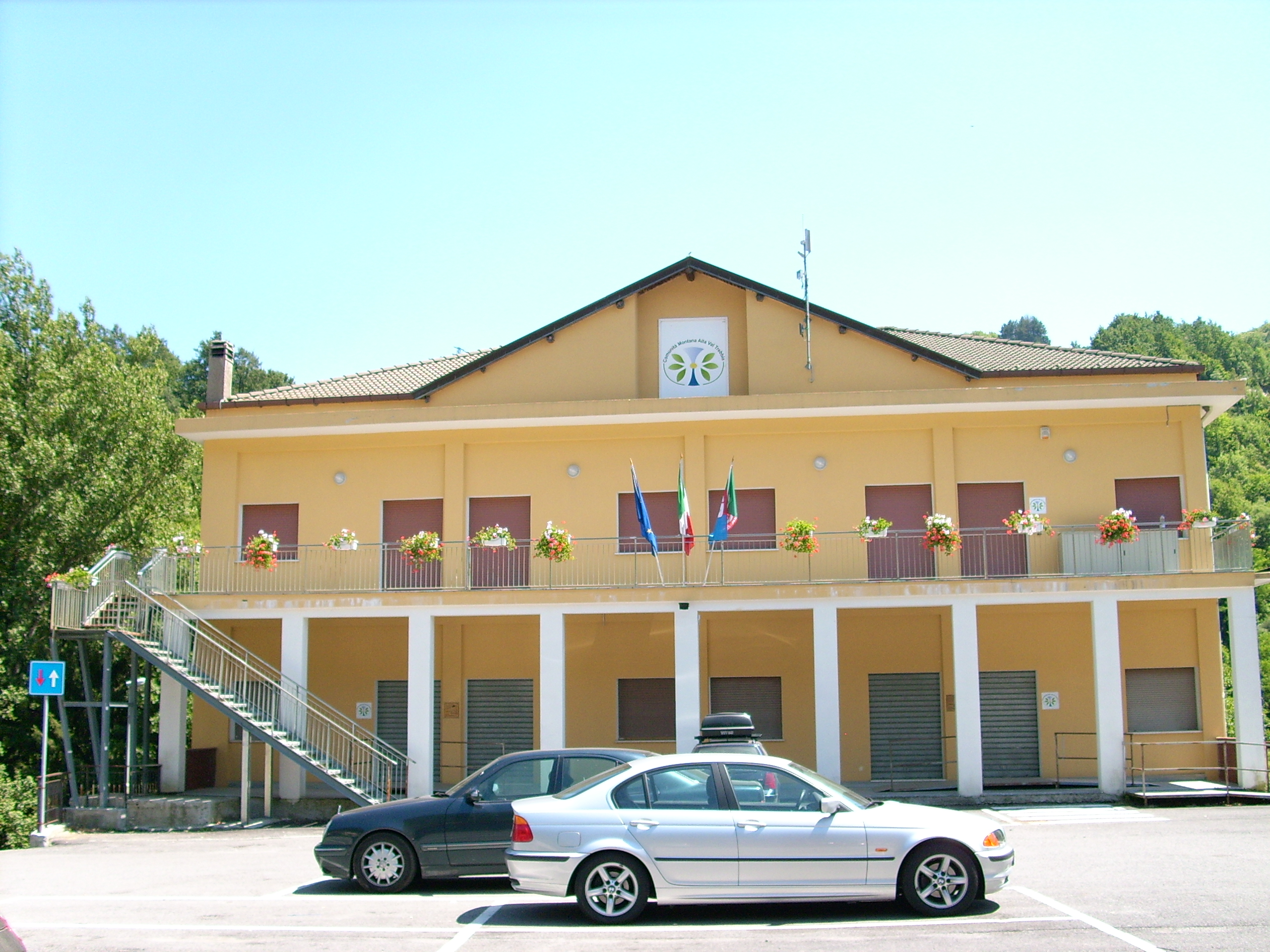
Verwaltungssitz der Comunità Montana

Die Comunità Montana Alta Val Trebbia ist ein politischer Zusammenschluss der ligurischen Gemeinden Fascia, Fontanigorda, Gorreto, Montebruno, Propata, Rondanina, Rovegno und Torriglia zu einer Comunità montana.
Sie befindet sich im Tal Trebbia in der ligurischen Metropolitanstadt Genua und grenzt im Norden an die Provinz Alessandria. Ein Teil der Comunità Montana befindet sich im Parco naturale regionale dell’Antola (Regionaler Naturpark Antola).
Der Landstrich hat in den Jahrzehnten nach dem Zweiten Weltkrieg eine einschneidende Landflucht in Richtung Küste (mit Schwerpunkt auf Genua) und der großen Ballungszentren in der Po-Ebene, wie beispielsweise Mailand erleben müssen. In den letzten Jahren haben die ländlichen Gemeinden jedoch langsam wieder an Bevölkerung gewinnen können. Dieses Phänomen beruht hauptsächlich auf dem Zuzug von Rentnern und Berufstätigen, die ihren Arbeitsplatz zwar in der ligurischen Hauptstadt haben, es jedoch vorziehen in ländlicher Umgebung zu wohnen.
Die Wirtschaft der Comunità Montana liegt schwerpunktmäßig auf der Landwirtschaft und dem Tourismus, der in der Sommerperiode größtenteils lokaler Art ist.